# 绯菱鲷
绯菱鲷（学名：Antigonia rubicunda）为輻鰭魚綱鱸形目羊魴科菱鲷属的鱼类。分布于基岛、阿拉弗拉海、新几内亚以及东海等海域。
它体长可达10.6公分，在125至340公尺深之海域生活。